# Тристан, Диего
Дие́го Триста́н Эрре́ра (исп. Diego Tristán Herrera; 5 января 1976, Ла-Альгаба, Севилья, Испания) — испанский футболист, нападающий. Наиболее известен по выступлениям за клуб испанской Ла Лиги «Депортиво Ла-Корунья».

## Клубная карьера
Диего Тристан начал профессиональную карьеру в молодёжных командах «Бетис Б» и «Мальорка Б». После одного сезона выступлений в Сегунде, Тристан дебютировал в Примере в сезоне 1999/2000. Его карьера в высшем испанском дивизионе началась 12 сентября 1999 года, матчем против «Нумансии». В своём первом сезоне Диего забил 18 голов.
Летом 2000 года из-за ухода Лоренцо Санса с поста президента мадридского «Реала» сорвался переход Диего в королевский клуб. Тристан перебрался в галисийский «Депортиво» (Ла-Корунья), где составлял атакующий тандем с голландцем Роем Макаем. Дуэт, однако, был не постоянным, так как «Депортиво» зачастую играл по схеме 4-5-1.
Однако уже в следующем сезоне он занял позицию нападающего и забил 21 гол в чемпионате, благодаря чему стал лучшим бомбардиром Примеры и обладателем трофея Пичичи. Также он отличился 6 голами в Лиге чемпионов и 5 — в розыгрыше Кубка Испании. Среди этих голов и хет-трик Диего, забитый в домашней игре с его бывшим клубом — «Мальоркой» — 7 апреля 2002 года. Играя в сборной, Тристан получил травму лодыжки, уступив место в основном составе Рою Макаю. Тот полностью воспользовался своим шансом и стал обладателем Золотой бутсы. Тристан так и не смог приспособиться к второстепенным ролям, но тем не менее забил 19 голов в сезоне 2002/03.
В сезоне 2003/04 Диего сыграл 10 полных матчей, а в 20 был заменён, при этом забил 13 голов (8 в чемпионате, 2 в Кубке Короля и 3 в Лиге чемпионов).
За 4 сезона в «Депортиво» Диего забил 87 голов. В июле 2006 года он покинул клуб под градом обвинений в непрофессионализме и нежелании сделать всё возможное для возобновления своей лучшей формы. 1 сентября 2006 года он вместе с Лионелем Скалони, по обоюдному согласию с клубом, расторг контракт с «Депортиво». После контактов с несколькими клубами в Испании и за границей, включая Болтон Уондерерс, Диего вернулся в «Мальорку» после 6-летнего перерыва. Контракт был расторгнут 31 января 2007 года вследствие недостаточной физической формы и отсутствия голов.
В июле 2007 года Диего подписал контракт с командой итальянской Серии А «Ливорно», которая искала замену ушедшему в «Шахтёр» Кристиано Лукарелли.
30 сентября 2008 года было объявлено, что Диего находится на просмотре в «Вест Хэме». 14 октября он подписал контракт с клубом. Дебют состоялся 8 декабря, когда он вышел на замену на 83 минуте в домашнем матче против «Тоттенхэма» (0:2). Первый гол Тристан забил 28 декабря в победном матче против «Сток Сити» (2:1).

## Достижения
«Депортиво»
- Обладатель Кубка Испании: 2001/02
- Обладатель Суперкубка Испании: 2000